# The Slider
The Slider är ett musikalbum av T. Rex släppt 1972. Albumet var gruppens populäraste i både USA och Storbritannien. "Metal Guru" och "Telegram Sam" blev båda listettor i det för tiden glamrock-präglade England. 
The Slider nådde plats #4 på brittiska albumlistan, och sålde även bra i USA där det nådde #17 på billboardlistan. I Sverige låg albumet på Kvällstoppen och nådde där som bäst placering #10. EMI gav ut de brittiska utgåvorna av albumet, och Reprise Records de amerikanska. I USA gavs skivan ut med ett utfällbart så kallat gatefold-omslag med låttexterna tryckta på insidan. De brittiska utgåvorna hade standardkonvolut och låttexterna var tryckta på innerfodralet.
Albumet spelades till stor del in i Paris. Producent var Tony Visconti. På gruppens nästa album Tanx kan man märka att Marc Bolan börjar lämna glamrocken bakom sig och experimentera med andra musikstilar.

## Låtlista
Alla låtar skrivna av Marc Bolan.
1. "Metal Guru" - 2:25
2. "Mystic Lady" - 3:09
3. "Rock On" - 3:26
4. "The Slider" - 3:22
5. "Baby Boomerang" - 2:17
6. "Spaceball Ricochet" - 3:37
7. "Buick Mackane" - 3:31
8. "Telegram Sam" - 3:42
9. "Rabbit Fighter" - 3:55
10. "Baby Strange" - 3:03
11. "Ballrooms of Mars" - 4:09
12. "Chariot Choogle" - 2:45
13. "Main Man" - 4:14

## Listplaceringar
| Lista (1972)   | Position           |
| -------------- | ------------------ |
| Finland        | 11                 |
| Kanada         | 11 (RPM)           |
| Norge          | 8 (VG-lista)       |
| Storbritannien | 4                  |
| Sverige        | 10 (Kvällstoppen)  |
| USA            | 17 (Billboard 200) |
| Västtyskland   | 7                  |